# BOOTES

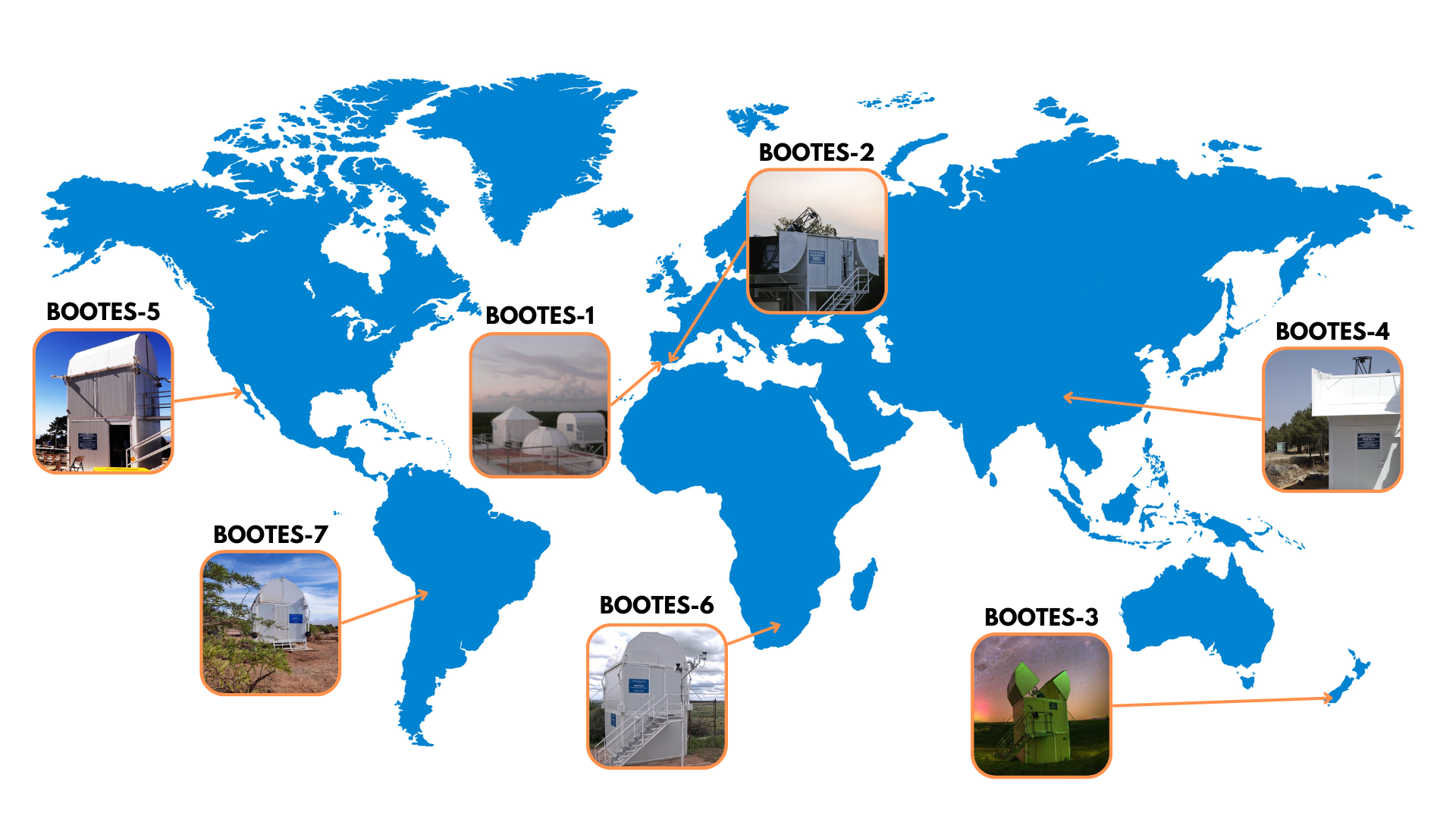
De zeven telescopen van het BOOTS netwerk

BOOTES (Burst Observer and Optical Transient Exploring System) is een programma in Zuid-Spanje voor observaties  in het zichtbare spectrum aan het nagloeien van gammaflitsen. Het programma is later uitgebreid met infraroodwaarnemingen. De naam verwijst naar het sterrenbeeld Ossenhoeder of Boötes.
Het is een samenwerking tussen Spanje en Tsjechië, maar de twee observatiestations staan in Zuid-Spanje. Bij Mazagón (Huelva) ligt El Arenosillo, dat bekend is als lanceerbasis voor wetenschappelijke raketten en sondes. Deze basis herbergt BOOTES-1, die de eerste waarnemingen deed in juli 1998. BOOTES-2, in waarnemingscentrum La Mayora, staat in Algarrobo in de provincie Málaga. Het geheel is volledig operationeel sinds 2001.
De instrumenten zijn 0,3 m telescopen met robotsturing en diverse camera's met grote en kleine beeldhoek.  De camera's in beide stations werken volstrekt synchroon, en de parallax die ontstaat door de onderlinge afstand van zo'n 240 kilometer maakt het mogelijk om storende zaken dicht bij de aarde weg te filteren. Te denken valt aan weerspiegelingen van kunstmatige satellieten en aan meteoroïden tot een afstand van van 1 miljoen kilometer, zelfs als ze recht naar de aarde vliegen. De CCD-camera's met grote beeldhoek kunnen objecten tot magnitude 14 detecteren. Aan het begin van elke nacht worden referentiemetingen gedaan waaraan waarnemingen op latere tijdstippen gerelateerd worden.

## Infrarood
BOOTES-IR is een uitbreiding van het optische programma naar het nabij infrarood (nIR). BOOTES-IR staat in Málaga en is operationeel sinds 2006. De detector wordt met vloeibare stikstof gekoeld tot 77 K (–196 °C). De telescoop kan in hoogstens twintig seconden op een willekeurig deel van de sterrenhemel gericht worden; een typische insteltijd is vijf seconden. Een aanzienlijk deel van de waarnemingstijd is beschikbaar voor andere projecten.